# Charles Edwin Wilbour
Charles Edwin Wilbour (Little Compton, 17 marzo 1833 – Parigi, 17 dicembre 1896) è stato un egittologo e giornalista statunitense.
Fu uno degli scopritori dei papiri di Elefantina, e scrisse la prima traduzione statunitense de I miserabili.

## Biografia
Nacque a Little Compton (Rhode Island), il 17 marzo 1833.  Ricevette un'educazione classica ed entrò all'università Brown, dove vinse un premio per la competenza in greco, e si fece notare per l'approfondia conoscenza di lingue antiche e moderne, senza comunque laurearsi a causa di problemi di salute. Avendo imparato da solo la stenografia, quando si fu ristabilito, si trasferì a New York nel 1854 lavorando per il Tribune come reporter.  Studiò anche legge, e fu ammesso all'ordine degli avvocati nel 1859. Passò i successivi 18 anni dedicandosi alla letteratura ed al giornalismo. Nel 1872 iniziò a studiare antichità egizie e visitò le principali biblioteche degli Stati Uniti e del Canada. Wilbour era anche proprietario di una grande industria cartiera, che alla fine lo portò alla scelta di auto-esiliarsi. Ottenne numerosi contratti, trattando apparentemente con la Tammany Hall all'apice del Tweed Ring. Con la caduta di William Magear Tweed poco dopo il 1870, Wilbour decise di lasciare gli Stati Uniti. Nel 1874 iniziò a consultare i tesori archeologici del British Museum, e le grandi biblioteche europee. Divenne collaboratore di Heinrich Karl Brugsch e Gaston Maspero per quanto riguarda l'egittologia, accompagnando quest'ultimo in cinque esplorazioni invernali del Nilo. Nel 1889 Wilbour continuò a viaggiare in Egitto, utilizzando il proprio dahabeeyah, o barca del Nilo. Durante una visita ad Assuan acquistò alcuni papiri rinvenuti sull'isola di Elefantina da alcuni abitanti del luogo. Non capiì l'importanza della sua scoperta, e quando morì in un hotel a Parigi le sue proprietà, compresi i papiri, furono messi nel magazzino dell'hotel e non restituiti alla famiglia per circa mezzo secolo. Dietro esplicita richiesta della vedova, Charlotte Beebee, furono donati al Brooklyn Museum.
Wilbour pubblicò "Rachel in the New World", tratto dall'opera francese di Leon Beauvallet, con John W. Palmer (New York, 1856); e tradusse I miserabili di Victor Hugo (1862–1863) ed il The Life of Jesus dal francese Ernest Renan (1863).

## Wilbour Archival Collection
I documenti della Wilbour Archival Collection tracciano le ricerche e le spedizioni di Wilbour; questa collezione comprende una vasta gamma di materiali come articoli, lettere, iscrizioni, note, pubblicazioni, schizzi, mappe e fotografie.
Il cuore della collazione ospitata al Brooklyn Museum consiste delle lettere di Wilbour, delle sue note e delle sue ricerche. Scrisse numerose lettere dettagliate alla moglie, Charlotte Beebe Wilbour, e alla madre, Sarah Soule Wilbour, descrivendo sia l'antico Egitto che l'Egitto del XIX secolo. Queste lettere documentano anche alcuni degli oggetti acquistati da Wilbour, che si trovano attualmente al Brooklyn Museum. Jean Capart pubblicò poi queste lettere nel 1936 nel suo libro Travels in Egypt. Inoltre, vi sono lettere a Wilbour ricevute da noti egittologi come August Eisenlohr, Jan Herman Insigner, Gaston Maspero, Archibald Sayce, Heinrich Karl Brugsch e Flinders Petrie riguardo alle loro ricerche e pubblicazioni.

## Retaggio
La Biblioteca di Egittologia Wilbour del Brooklyn Museum prende il nome da lui, così come la Wilbour Hall e la cattedra Charles Edwin Wilbour, entrambe della università Brown.